# Michaił Nikołajew
Michaił Stiepanowicz Nikołajew (ros. Михаил Степанович Николаев, ur. 30 czerwca?/12 lipca 1878 we wsi Sukowo w guberni moskiewskiej, zm. 27 czerwca 1956 w Moskwie) – rosyjski rewolucjonista, w 1934 (nr 743) Bohater Pracy Socjalistycznej.
Od 1903 członek SDPRR, bolszewik, aresztowany i 1909 skazany na zesłanie do Wschodniej Syberii, 19 marca 1917 amnestionowany. Od 1917 zastępca przewodniczącego rejonowego związku metalowców w guberni moskiewskiej, od stycznia 1918 komisarz sprawiedliwości powiatu moskiewskiego, od grudnia 1918 do lutego 1919 przewodniczący Moskiewskiej Gubernialnej Czeki, później w Oddziale Specjalnym Czeki. W marcu 1921 brał udział w likwidacji powstania w Kronsztadzie, później był m.in. dyrektorem zakładu "Kompressor" w Moskwie. W 1931 odznaczony Orderem Czerwonego Sztandaru, w 1956 Orderem Lenina.